# معاهدة نيش (1739)

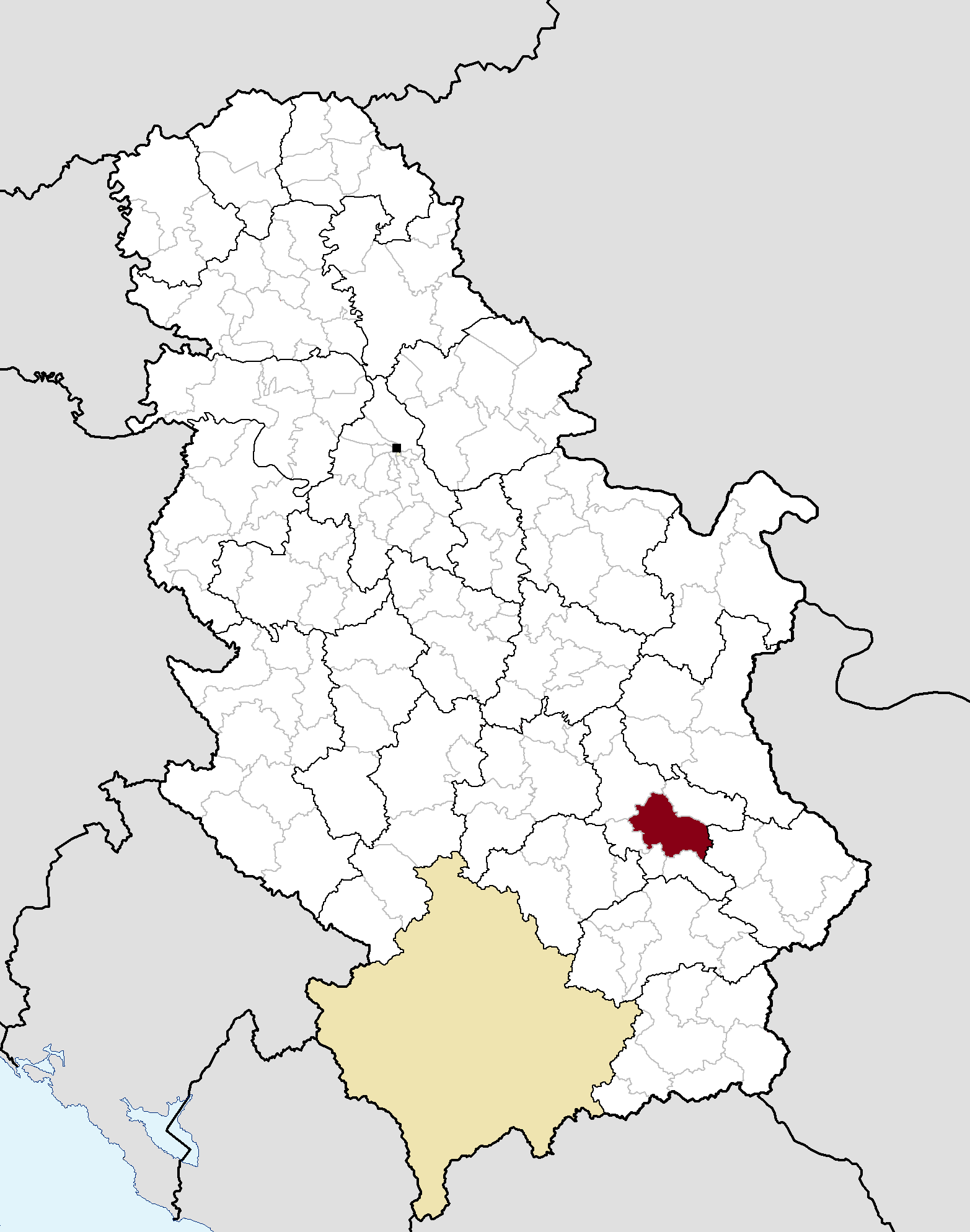
مقاطعة نيش في صربيا

معاهدة نيش هي معاهدة سلام وقعتها في 3 أكتوبر 1739 بمدينة نيش (شرق صربيا)، كل من الدولة العثمانية والإمبراطورية الروسية. الحرب الروسية العثمانية 1735-1739 هي نتيجة للجهد الروسي لكسب ميناء آزوف وجزيرة القرم كخطوة أولى نحو الهيمنة على البحر الأسود. دخلت هابسبورغ الملكية الحرب في 1737 إلى الجانب الروسي، لكن النمسا اضطرت لصنع السلام مع العثمانيين في معاهدة بلغراد، سلمت صربيا الشمالية، و شمال البوسنة وأولتينيا، و الذي سمح للعثمانيين مقاومة الضغط الروسي نحو القسطنطينية. في المقابل، اعترف السلطان بإمبراطور هابسبورغ باعتباره الحامي الرسمي لجميع معتنقي المسيحية في الدولة العثمانية، وهو منصب ادعى أيضا من قبل روسيا. أجبرت معاهدة السلام النمساوية روسيا على قبول السلام في نيش ، وأجبروا على التخلي عن مطالبتهم بالقرم ومولدوفا، ولكن سمح لهم ببناء ميناء آزوف دون تحصينات وبدون أي أسطول لهم في البحر الأسود.

## حواش
الدولة العثمانية